# Giovanni Lovrich
Giovanni Lovrich (anche Ivan Lovrić; Signo, 1756  circa – Signo, 1777) è stato uno scrittore, etnografo e studente di medicina dalmata, suddito della Repubblica di Venezia.
Scrisse in lingua italiana. È principalmente noto per la sua opera Osservazioni sopra diversi pezzi del Viaggio in Dalmazia del signor abate Alberto Fortis (1776).

## Biografia
Nato a Signo da una famiglia mercantile di relativa agiatezza, Lovrich studiò linguistica a Venezia e medicina a Padova dove fu studente per quattro anni del Collegio San Marco. La sua prematura morte (1777) fu preceduta da numerosi lavori letterari: oltre alle citate Osservazioni, che includono la storia della vita dell'hajduk croato Stanislav Sočivica, è da citare anche la Lettera apologetica di Giovanni Lovrich al distinto signor Antonio Lorgna (1777).

## Opere
- Giovanni Lovrich, Osservazioni di Giovanni Lovrich sopra diversi pezzi del Viaggio in Dalmazia del signor abate Alberto Fortis coll'aggiunta della Vita di Soçivizca, Venezia, Francesco Sansoni, 1776,  p. 260.